# みりい丸
みりい丸（みりいまる）は、三菱汽船が所有・運航したタンカーで、1TL型タンカーの4番船。太平洋戦争では日本陸軍の配当船、あるいは日本海軍に徴傭されて特設給油船として運用された。

## 概要
第一次戦時標準船のうち、1TL型タンカーのベースになったのは川崎造船所で建造されていた所謂「川崎型油槽船」である。1TL型タンカーは寸法こそ大した違いはなかったが、主機をディーゼル機関からタービン機関に代え、最高速力約19ノットを出す当時最高速のタンカーであった。「みりい丸」は1TL型タンカー中、唯一三菱汽船に割り当てられたタンカーで、竣工と同時に船舶運営会使用船および日本陸軍の配当船となった。船名は日本向けの石油積み出し港の一つだったミリにちなみ、三菱汽船の戦時標準船タンカーの船名には、産油地や製油所所在地など石油にちなんだ地名を冠したものが多い。「メリー丸」と書かれることもあった。
竣工後一週間も経たない1943年（昭和18年）9月10日、「みりい丸」はヒ09船団に加入して昭南（シンガポール）に向かう。石油類13,305トンを積み込み、9月27日にヒ10船団に加わって昭南を出港してサンジャックを経由し、10月9日に門司に到着した。東亜燃料へ回航して石油類を全量陸揚げののち、11月9日門司出港のサ17船団で馬公を経由して昭南に向かい、石油類13,196トンを搭載して11月25日昭南発のG船団に加入して12月7日に門司に到着。大三島で搭載品を陸揚げ後は、1944年（昭和19年）3月初頭まで大三島、長崎港、岩国の間で物資輸送などを行う。3月8日、「みりい丸」はヒ53船団で高雄経由、昭南に向かった。この時は石油類13,954トンを積み、3月29日昭南発のヒ54船団に加入。サンジャックに寄港後、ヒ54船団は後続のヒ56船団と合同して北上を再開し、高雄寄港ののち4月24日に門司に到着した。
「みりい丸」は5月9日付で日本海軍に特設運送船（給油）として入籍し、6月10日付で徴傭される。6月1日から15日まで日立造船因島造船所で特設運送船としての艤装工事を行った後、魚雷艇4隻やトラクター5台、大発動艇4隻、弾薬などを搭載して、6月20日門司発のヒ67船団で昭南に向かう。しかし、6月29日15時10分頃に北緯17度13分 東経118度18分 / 北緯17.217度 東経118.300度のサンフェルナンド近海を南下中、船団はアメリカ潜水艦「バング」の攻撃を受ける。「バング」からの三度にわたる攻撃で魚雷1本が左舷船橋下に命中し、「みりい丸」は浸水のため船首を深く海中に沈めたが沈没には至らず、9ノットの低速航行のまま6月30日夜にマニラに到着した。「みりい丸」はヒ67船団から外れてマニラで応急修理を行った後、7月23日マニラ発のミ08船団に加入して8月13日に門司に到着。三菱重工業長崎造船所で本格的な修理が行われ、同時に艦隊付属タンカー用の装備も設置された。修理後、11月13日門司発のヒ81船団に加入して昭南に向かう。ヒ81船団には「あきつ丸」（日本海運、9,186トン）などの陸軍特殊船や優秀船が加入し、空母「神鷹」などが護衛に配されていたが、11月15日から17日にかけて、アメリカ潜水艦「クイーンフィッシュ」 、「ピクーダ」 、「スペードフィッシュ」の波状攻撃により「神鷹」、「あきつ丸」、陸軍特殊船「摩耶山丸」（三井船舶、9,433トン）が沈没。それでも11月25日に馬公に到着するも、水タンクが破損したためヒ81船団から離れて高雄に回航の上修理を行い、11月30日に高雄に到着したヒ83船団に「第102号哨戒艇」と共に合流して改めて昭南に向かった。12月3日、船団は海南島三亜沖でアメリカ潜水艦「パンパニト」と「パイプフィッシュ」の攻撃を受け、「第64号海防艦」が沈没し、タンカー「誠心丸」（日本油槽船、5,239トン）が船尾機関室への魚雷命中で航行不能に陥る。「みりい丸」はその直後、浮上潜水艦を発見したため体当たりを企図して突進するも、直前で潜航されたため爆雷攻撃を行った。船団は楡林に退避するが、「みりい丸」は間もなく「誠心丸」曳航のため出港。12月5日未明に「誠心丸」を発見の後、「第207号海防艦」と「第102号哨戒艇」の護衛の下に6ノットの速力で曳航を行って12月6日にトゥーランに到着。その後はヒ83船団に再合流して昭南に到着した。
12月26日、「みりい丸」は重油約15,000トンを搭載してヒ84船団に加入し、昭南を出港。サンジャック、カムラン湾、トゥーランなどで仮泊を繰り返しながら北上していたが、1945年（昭和20年）1月3日に香港近海を航行中に磁気機雷に触雷。「みりい丸」はヒ84船団から離れて香港に向かい、仮修理の後出港して1月11日夕刻に馬公に到着した。ここで軍より、左営に回航して搭載の重油を陸揚げするよう命じられる。1月13日より陸揚げを開始するが、翌1月14日は空襲警報の発令で作業が進捗しなかった。それでも期限の1月15日9時には作業を完了して直ちに港外に出る。その直後、アメリカ第38任務部隊（ジョン・S・マケイン・シニア中将）の艦載機による空襲を受け、汽缶室への直撃弾により火災が発生して航行不能となる。その後は潮に流されるままに左営港口に擱座し、さらなる攻撃を受けて全船火だるまとなる。やがて弾薬にも引火して如何ともし難くなり、ついに船体放棄に決して総員退船が令された。この戦闘で10名の乗員が戦死し、負傷者を含む生存者は病院船などにより日本に帰国した。「みりい丸」は戦争終結後の11月30日に除籍され、1946年（昭和21年）8月10日に解傭された。竣工後499日目で喪失したが、1TL型タンカーの中では残存船および戦後竣工船を除くと、最も長命な船であった。

## 姉妹船
戦時標準船1TL型
- あまつ丸（石原汽船）
- 旭栄丸（日東汽船）
- 南邦丸（飯野海運）
- 興川丸（川崎汽船）
- 一心丸（日本油槽船）
- 大峯山丸（三井船舶）
- 清洋丸（国洋汽船）
- 旭邦丸（飯野海運）
- 二洋丸（浅野物産）
- 良栄丸（日東汽船）
- 日邦丸（飯野海運）
- あづさ丸（石原汽船）
- 東亜丸（飯野海運/内外海運）（南号作戦成功）[35]
- 八紘丸（日本油槽船）
- 第二八紘丸（日本油槽船）
- たかね丸（石原汽船）
- 橋立丸（日本水産/飯野海運）[35]
- しまね丸（石原汽船・特TL型）
- 多度津丸（日本郵船/日本水産）（戦後竣工）[36]
- 大瀧山丸（三井船舶）（特TL型・未成）
- 大橘丸（大阪商船）（戦後大洋漁業が購入し第二天洋丸として竣工。）[35]
- 大邱丸（日本郵船）（特TL型・未成/戦後飯野海運が購入し隆邦丸として竣工。）[37]
- 大社丸（特TL型・未起工）[38]